# Neoserica sladeni
Neoserica sladeni är en skalbaggsart som beskrevs av Ahrens 2004. Neoserica sladeni ingår i släktet Neoserica och familjen Melolonthidae. Inga underarter finns listade i Catalogue of Life.